# كيشو يانو
كيشو يانو، من مواليد 5 ابريل 1984 في هاماماتسو في اليابان، لاعب كرة قدم ياباني.
بدأ مسيرته الكروية مع نادي كاشيوا ريسول في عام 2003، ولعب معهم حتى عام 2005، وشارك معهم في 39 مباراة وسجل 4 أهداف، ومنذ عام 2006 وهو يلعب مع نادي ألبيركس نيغاتا.
و قد بدأ باللعب مع منتخب اليابان لكرة القدم في عام 2007.

## روابط خارجية
- كيشو يانو على موقع الاتحاد الدولي (مؤرشف)  (الإنجليزية)
- كيشو يانو على موقع رابطة كرة القدم اليابانية للمحترفين (اليابانية)
- كيشو يانو على موقع قاعدة بيانات كرة القدم.إي يو (الإنجليزية)
- كيشو يانو على موقع بيانات كرة القدم. دي إي (الألمانية)
- كيشو يانو على موقع ناشيونال فوتبول تيمز (الإنجليزية)
- كيشو يانو على موقع Soccerway.com (الإنجليزية)
- كيشو يانو على موقع عالم كرة القدم.نت (الإنجليزية)
- كيشو يانو على موقع كووورة